# Iahnivți, Volociîsk
Iahnivți (în ucraineană Яхнівці) este localitatea de reședință a comunei Iahnivți din raionul Volociîsk, regiunea Hmelnîțkîi, Ucraina.

## Demografie
Componența lingvistică a localității Iahnivți
     Ucraineană (99,06%)
     Alte limbi (0,94%)
Conform recensământului din 2001, majoritatea populației localității Iahnivți era vorbitoare de ucraineană (99,06%), existând în minoritate și vorbitori de alte limbi.